# Wijken en buurten in Oss
De Nederlandse gemeente Oss is voor statistische doeleinden onderverdeeld in wijken en buurten. De gemeente is verdeeld in de volgende statistische wijken:
- Wijk 00 Centrum (CBS-wijkcode:082800)
- Wijk 01 Schadewijk (CBS-wijkcode:082801)
- Wijk 02 Industrieterreinen-Zuid (CBS-wijkcode:082802)
- Wijk 03 Oss-Zuid (CBS-wijkcode:082803)
- Wijk 04 Krinkelhoek (CBS-wijkcode:082804)
- Wijk 05 Industrieterreinen-Noord (CBS-wijkcode:082805)
- Wijk 06 Ruwaard (CBS-wijkcode:082806)
- Wijk 07 Ussen (CBS-wijkcode:082807)
- Wijk 08 Buitengebied-Noord (CBS-wijkcode:082808)
- Wijk 09 Buitengebied-Zuid (CBS-wijkcode:082809)
- Wijk 10 Berghem (CBS-wijkcode:082810)
- Wijk 11 Haren (CBS-wijkcode:082811)
- Wijk 12 Macharen (CBS-wijkcode:082812)
- Wijk 13 Megen (CBS-wijkcode:082813)
- Wijk 14 Ravenstein (CBS-wijkcode:082814)
- Wijk 15 Herpen (CBS-wijkcode:082815)
- Wijk 16 Overlangel (CBS-wijkcode:082816)
- Wijk 17 Deursen en Dennenburg (CBS-wijkcode:082817)
- Wijk 18 Lith (CBS-wijkcode:082818)
- Wijk 19 Lithoijen (CBS-wijkcode:082819)
- Wijk 20 Oijen (CBS-wijkcode:082820)
- Wijk 21 Maren-Kessel (CBS-wijkcode:082821)
- Wijk 22 Geffen (CBS-wijkcode:082822)

Een statistische wijk kan bestaan uit meerdere buurten. Onderstaande tabel geeft de buurtindeling met kentallen volgens het Centraal Bureau voor de Statistiek (2017):
| CBS-buurtcode | Buurtnaam                                    | Inwonertal | Opp. totaal (ha) | Opp. land (ha) | Ligging                |
| ------------- | -------------------------------------------- | ---------- | ---------------- | -------------- | ---------------------- |
| BU08280000    | Centrum West                                 | 3235       | 55               | 55             | Locatie in de gemeente |
| BU08280001    | Centrum Noord                                | 785        | 18               | 18             | Locatie in de gemeente |
| BU08280002    | Centrum Zuid                                 | 1685       | 37               | 37             | Locatie in de gemeente |
| BU08280100    | Verzetsheldenbuurt I                         | 2355       | 33               | 33             | Locatie in de gemeente |
| BU08280101    | Berghemseweg Zuid                            | 1755       | 28               | 28             | Locatie in de gemeente |
| BU08280102    | Verzetsheldenbuurt II                        | 1510       | 27               | 27             | Locatie in de gemeente |
| BU08280103    | Vogelbuurt                                   | 1085       | 25               | 25             | Locatie in de gemeente |
| BU08280104    | Roofvogelbuurt                               | 1005       | 20               | 20             | Locatie in de gemeente |
| BU08280105    | Schadewijk Noord-Oost                        | 1040       | 20               | 20             | Locatie in de gemeente |
| BU08280106    | De Horzak                                    | 910        | 54               | 54             | Locatie in de gemeente |
| BU08280200    | Moleneind                                    | 20         | 72               | 72             | Locatie in de gemeente |
| BU08280201    | Landweer                                     | 70         | 67               | 67             | Locatie in de gemeente |
| BU08280202    | Danenhoef                                    | 270        | 103              | 103            | Locatie in de gemeente |
| BU08280300    | Kortfoort                                    | 2320       | 54               | 54             | Locatie in de gemeente |
| BU08280301    | Oranjebuurt I en Ruivert                     | 905        | 51               | 51             | Locatie in de gemeente |
| BU08280302    | Zeeheldenbuurt I                             | 630        | 10               | 10             | Locatie in de gemeente |
| BU08280303    | Zeeheldenbuurt II                            | 665        | 17               | 17             | Locatie in de gemeente |
| BU08280304    | Bomenbuurt                                   | 695        | 19               | 19             | Locatie in de gemeente |
| BU08280305    | Oranjebuurt II                               | 525        | 9                | 9              | Locatie in de gemeente |
| BU08280306    | Willibrordusweg-Oost                         | 200        | 17               | 17             | Locatie in de gemeente |
| BU08280307    | Willibrordusweg-West                         | 210        | 34               | 32             | Locatie in de gemeente |
| BU08280400    | Oorlogsheldenbuurt                           | 410        | 9                | 9              | Locatie in de gemeente |
| BU08280401    | Hertogenbuurt                                | 2940       | 54               | 54             | Locatie in de gemeente |
| BU08280402    | Mettegeupel                                  | 2050       | 48               | 48             | Locatie in de gemeente |
| BU08280403    | De Noord                                     | 2030       | 46               | 43             | Locatie in de gemeente |
| BU08280404    | Rusheuvel                                    | 665        | 45               | 45             | Locatie in de gemeente |
| BU08280500    | Elzenburg                                    | 150        | 185              | 175            | Locatie in de gemeente |
| BU08280501    | De Winkel                                    | 0          | 66               | 58             | Locatie in de gemeente |
| BU08280502    | Hooimeer                                     | 0          | 50               | 50             | Locatie in de gemeente |
| BU08280503    | De Geer                                      | 0          | 66               | 66             | Locatie in de gemeente |
| BU08280600    | Staatsliedenbuurt                            | 2075       | 36               | 36             | Locatie in de gemeente |
| BU08280601    | Van Hogendorplaan-West                       | 1625       | 50               | 49             | Locatie in de gemeente |
| BU08280602    | Dichtersbuurt                                | 2250       | 48               | 46             | Locatie in de gemeente |
| BU08280603    | Wagenaarstraat en omgeving                   | 1890       | 44               | 42             | Locatie in de gemeente |
| BU08280604    | Vondellaan-Zuid                              | 2195       | 44               | 44             | Locatie in de gemeente |
| BU08280605    | Euterpelaan-Noord                            | 105        | 20               | 20             | Locatie in de gemeente |
| BU08280606    | Beethovengaarde en Lisztgaarde               | 915        | 33               | 33             | Locatie in de gemeente |
| BU08280607    | Witte Hoef                                   | 550        | 76               | 76             | Locatie in de gemeente |
| BU08280608    | Het Woud                                     | 1380       | 31               | 31             | Locatie in de gemeente |
| BU08280609    | De Elzen                                     | 75         | 36               | 36             | Locatie in de gemeente |
| BU08280700    | Vlashoek                                     | 2460       | 47               | 47             | Locatie in de gemeente |
| BU08280701    | Heihoek                                      | 965        | 25               | 25             | Locatie in de gemeente |
| BU08280702    | Hoefeind                                     | 735        | 15               | 15             | Locatie in de gemeente |
| BU08280703    | Amsteleind                                   | 785        | 25               | 25             | Locatie in de gemeente |
| BU08280704    | Hazenkamp                                    | 1505       | 40               | 40             | Locatie in de gemeente |
| BU08280705    | Loovelt                                      | 1735       | 38               | 38             | Locatie in de gemeente |
| BU08280706    | Lockaert                                     | 1765       | 25               | 25             | Locatie in de gemeente |
| BU08280707    | Westerveld                                   | 1415       | 24               | 24             | Locatie in de gemeente |
| BU08280708    | Klein Mikkeldonk                             | 1105       | 35               | 33             | Locatie in de gemeente |
| BU08280709    | Schalkskamp                                  | 1225       | 29               | 29             | Locatie in de gemeente |
| BU08280806    | Meerdijk                                     | 45         | 118              | 112            | Locatie in de gemeente |
| BU08280807    | Frankenbeemd                                 | 25         | 157              | 157            | Locatie in de gemeente |
| BU08280808    | Langendonk                                   | 70         | 152              | 152            | Locatie in de gemeente |
| BU08280809    | Buitengebied-West                            | 220        | 390              | 389            | Locatie in de gemeente |
| BU08280905    | Geffense Bosjes                              | 0          | 89               | 72             | Locatie in de gemeente |
| BU08280906    | De Tillaard                                  | 130        | 72               | 72             | Locatie in de gemeente |
| BU08280907    | De Haag                                      | 55         | 73               | 73             | Locatie in de gemeente |
| BU08280908    | Vierwinden                                   | 70         | 112              | 112            | Locatie in de gemeente |
| BU08280909    | Vorstengraf                                  | 80         | 208              | 208            | Locatie in de gemeente |
| BU08281000    | Berghem-Noord                                | 4280       | 171              | 171            | Locatie in de gemeente |
| BU08281001    | Berghem-Zuid                                 | 5005       | 210              | 210            | Locatie in de gemeente |
| BU08281007    | Verspreide huizen Duurendseind               | 275        | 208              | 207            | Locatie in de gemeente |
| BU08281008    | Verspreide huizen Voorste en Achterste Heide | 225        | 324              | 324            | Locatie in de gemeente |
| BU08281009    | Verspreide huizen Gement                     | 160        | 226              | 225            | Locatie in de gemeente |
| BU08281100    | Haren                                        | 685        | 371              | 365            | Locatie in de gemeente |
| BU08281108    | Verspreide huizen Stijbeemden                | 5          | 130              | 129            | Locatie in de gemeente |
| BU08281109    | Verspreide huizen Ossekampen                 | 0          | 41               | 38             | Locatie in de gemeente |
| BU08281200    | Macharen                                     | 625        | 80               | 71             | Locatie in de gemeente |
| BU08281208    | Verspreide huizen Harense Broek              | 10         | 138              | 133            | Locatie in de gemeente |
| BU08281209    | Verspreide huizen De Tuinlangel              | 75         | 301              | 294            | Locatie in de gemeente |
| BU08281300    | Megen                                        | 1555       | 152              | 141            | Locatie in de gemeente |
| BU08281308    | Verspreide huizen Maasakker                  | 35         | 244              | 236            | Locatie in de gemeente |
| BU08281309    | Verspreide huizen De Waarden                 | 0          | 148              | 132            | Locatie in de gemeente |
| BU08281400    | Ravenstein                                   | 1585       | 74               | 62             | Locatie in de gemeente |
| BU08281401    | Ravenstein De Kolk en Schonenberg            | 805        | 36               | 36             | Locatie in de gemeente |
| BU08281402    | De Weem                                      | 835        | 29               | 29             | Locatie in de gemeente |
| BU08281403    | Huisseling                                   | 325        | 142              | 142            | Locatie in de gemeente |
| BU08281409    | Verspreide huizen Ravenstein en Huisseling   | 45         | 280              | 279            | Locatie in de gemeente |
| BU08281500    | Herpen                                       | 2375       | 261              | 245            | Locatie in de gemeente |
| BU08281508    | Koolwijk en Bossen                           | 310        | 935              | 922            | Locatie in de gemeente |
| BU08281509    | Verspreide huizen Herpen                     | 205        | 254              | 253            | Locatie in de gemeente |
| BU08281600    | Overlangel                                   | 445        | 104              | 104            | Locatie in de gemeente |
| BU08281601    | Neerloon                                     | 210        | 265              | 250            | Locatie in de gemeente |
| BU08281609    | Verspreide huizen Keent                      | 60         | 453              | 435            | Locatie in de gemeente |
| BU08281700    | Deursen en Dennenburg                        | 640        | 115              | 115            | Locatie in de gemeente |
| BU08281701    | Dieden                                       | 200        | 360              | 332            | Locatie in de gemeente |
| BU08281702    | Demen                                        | 170        | 135              | 127            | Locatie in de gemeente |
| BU08281703    | Neerlangel                                   | 70         | 140              | 124            | Locatie in de gemeente |
| BU08281709    | Verspreide huizen Deursen en Dennenburg      | 50         | 684              | 679            | Locatie in de gemeente |
| BU08281800    | Lith                                         | 2915       | 203              | 203            | Locatie in de gemeente |
| BU08281809    | Verspreide huizen Polder van Lith            | 105        | 754              | 754            | Locatie in de gemeente |
| BU08281900    | Lithoijen                                    | 745        | 192              | 192            | Locatie in de gemeente |
| BU08281901    | Teeffelen                                    | 160        | 44               | 44             | Locatie in de gemeente |
| BU08281908    | Verspreide huizen Polder van Teeffelen       | 155        | 842              | 842            | Locatie in de gemeente |
| BU08281909    | Verspreide huizen Polder van Lithoijen       | 90         | 641              | 641            | Locatie in de gemeente |
| BU08282000    | Oijen                                        | 760        | 29               | 29             | Locatie in de gemeente |
| BU08282009    | Verspreide huizen Polder Oijen               | 370        | 483              | 483            | Locatie in de gemeente |
| BU08282100    | Maren-Kessel                                 | 675        | 39               | 39             | Locatie in de gemeente |
| BU08282101    | Maren                                        | 215        | 88               | 88             | Locatie in de gemeente |
| BU08282102    | Kessel                                       | 185        | 147              | 147            | Locatie in de gemeente |
| BU08282103    | 't Wild                                      | 115        | 50               | 50             | Locatie in de gemeente |
| BU08282109    | Verspr.h. Polder van het Laag Heemaal        | 185        | 1544             | 1544           | Locatie in de gemeente |
| BU08282200    | Geffen                                       | 3945       | 205              | 205            | Locatie in de gemeente |
| BU08282201    | Runrot en Papendijk                          | 230        | 77               | 77             | Locatie in de gemeente |
| BU08282208    | Verspreide huizen ten oosten van Geffen      | 470        | 304              | 304            | Locatie in de gemeente |
| BU08282209    | Verspreide huizen ten noorden van Geffen     | 145        | 519              | 519            | Locatie in de gemeente |